# NGC 6692
NGC 6692 (również PGC 62268 lub UGC 11330) – galaktyka eliptyczna (E-S0), znajdująca się w gwiazdozbiorze Lutni. Odkrył ją Édouard Jean-Marie Stephan 11 sierpnia 1883 roku.